# Patrycja Volny

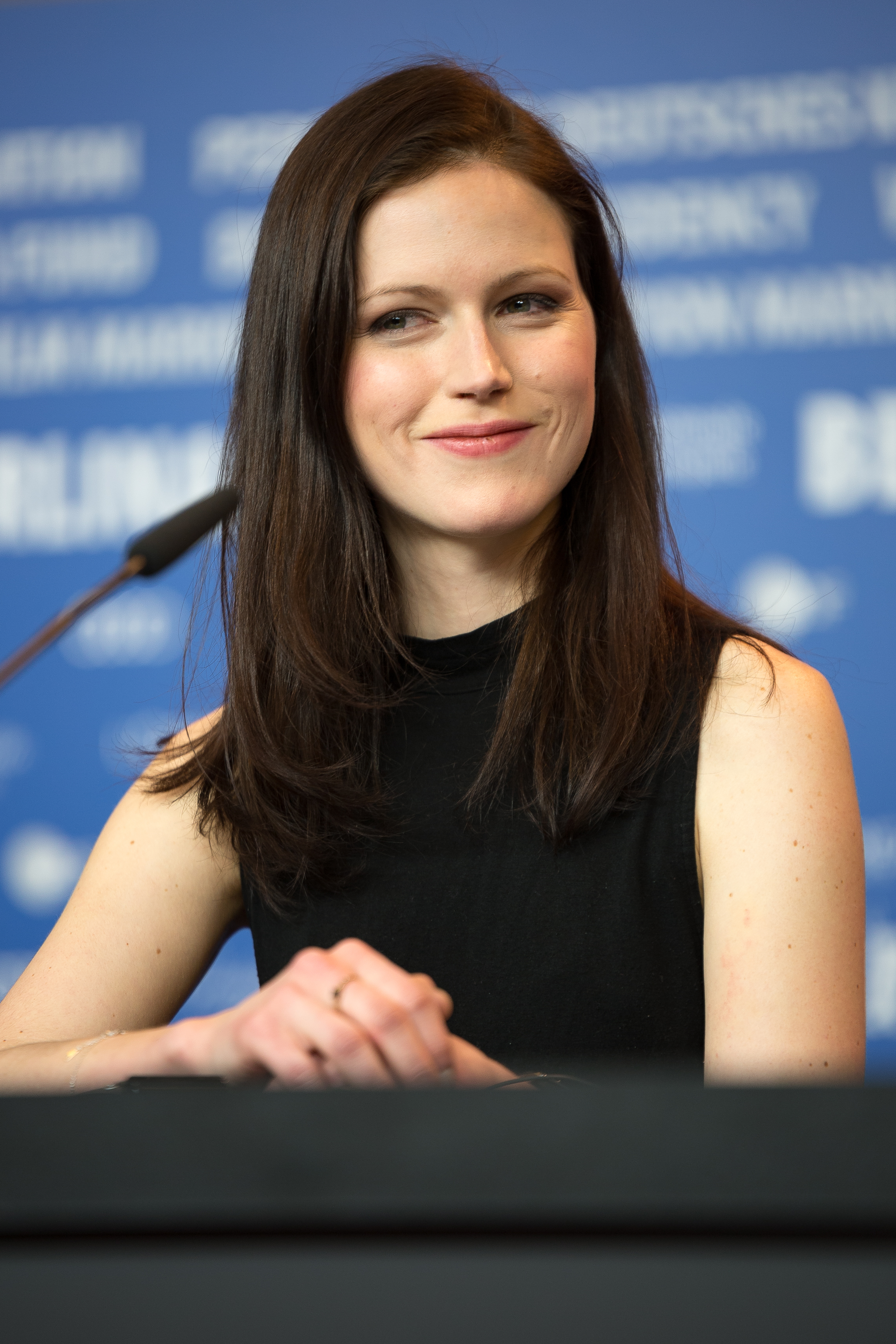
Patrycja Volny im Jahr 2017

Patrycja Volny (* 5. Februar 1988 in München) ist eine polnische Schauspielerin und Sängerin.

## Leben
Patrycja Volny wurde Ende der 1980er Jahre in München geboren. Sie ist die Tochter von Jacek Kaczmarski (1957–2004), einem bekannten Dichter und Liedermacher, der sich in der Solidarność-Bewegung gegen die Unterdrückung im polnischen Kommunismus einsetzte und in den 1980er Jahren in die Bundesrepublik Deutschland emigrieren musste. Aufgewachsen ist Patrycja Volny im westaustralischen Perth, wo sie an der Academy of Performing Arts Theater und Film studierte. Später absolvierte sie ihr Masterstudium an der Staatlichen Hochschule für Film, Fernsehen und Theater in Łódź. In dieser Zeit hatte sie mit Gesundheitsproblemen wegen einer Essstörung zu kämpfen.
Sie hatte ab Ende der 2000er Jahr zunächst einige Auftritte in polnischen Fernsehserien. Ihr Filmdebüt gab sie 2017 in dem Film Die Spur von Agnieszka Holland. 2018 spielte sie in der Fernsehserie 1983 eine Nebenrolle.
Sie tritt auch als Sängerin auf und verwendet in ihrem Repertoire auch Lieder ihres Vaters Jacek Kaczmarski.

## Filmografie
- 2017: Die Spur (Pokot)
- 2018: 1983
- 2019: Der Kurier – Sein Leben für die Freiheit (Kurier)